# Tramways mécaniques des environs de Paris

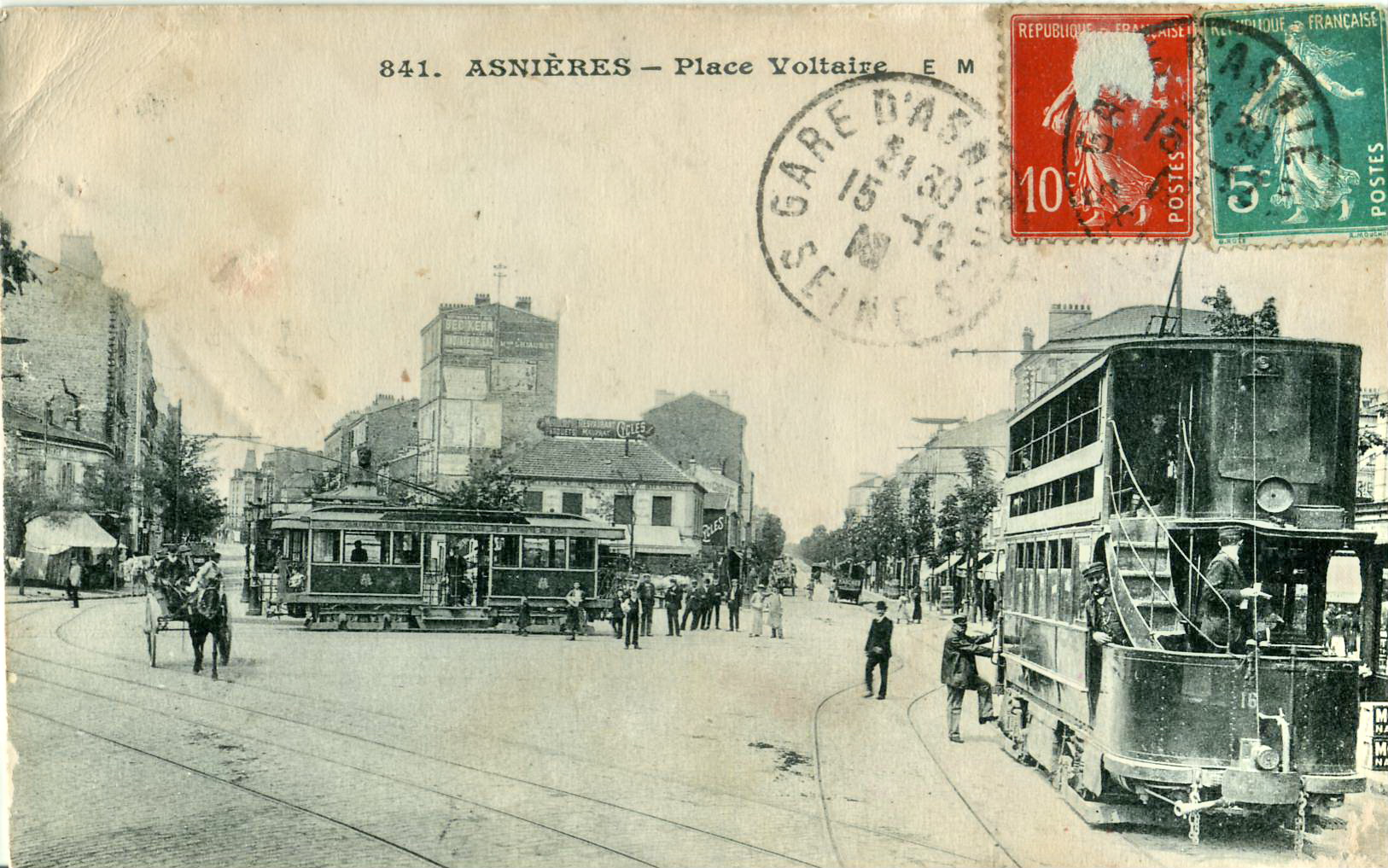
Tramway TMEP (motrice A4) de la ligne de Colombes à Saint-Ouen (à gauche) et un tramway des TPDS à droite.

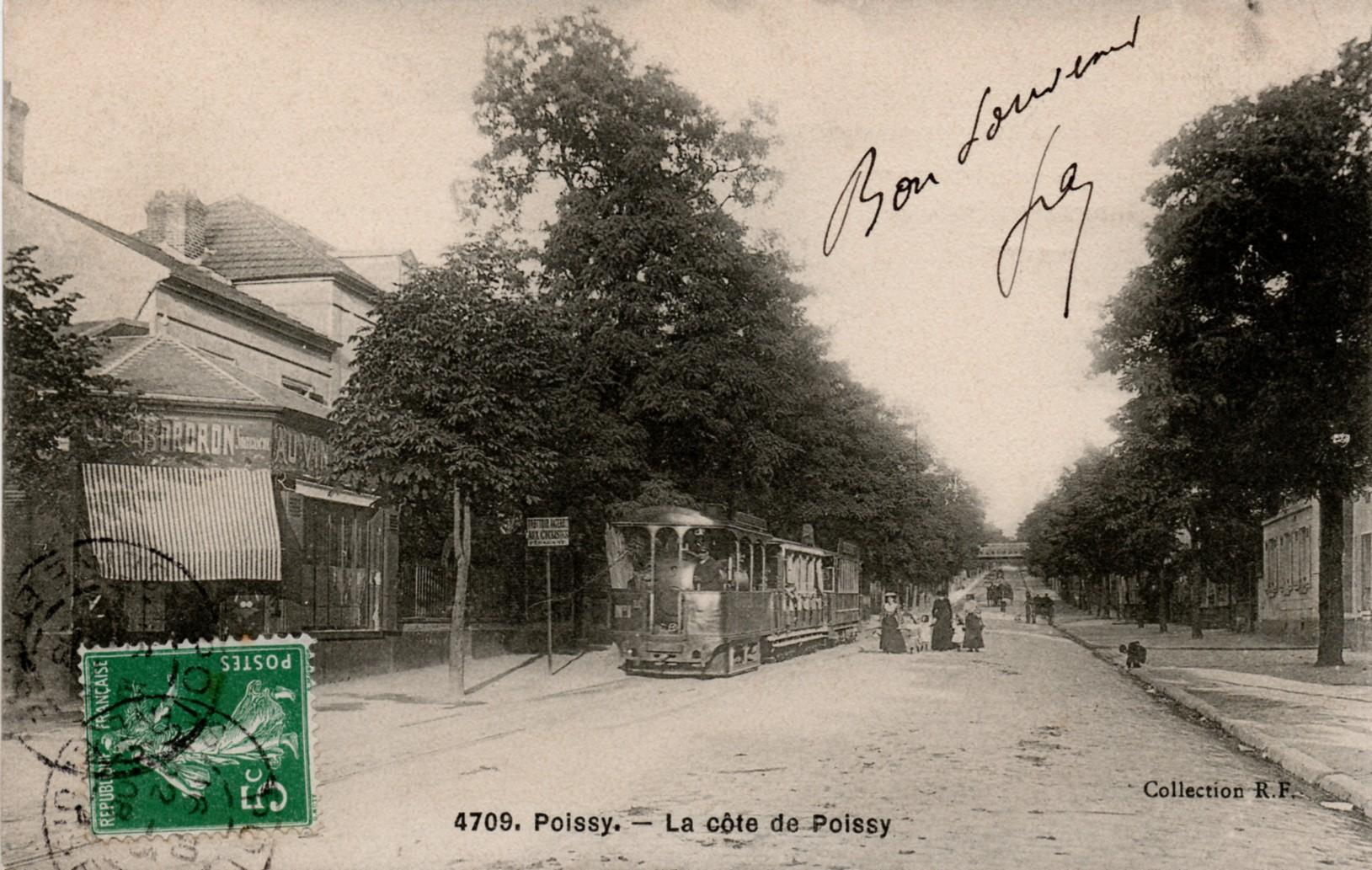
Locomotive type Francq sur la ligne de Saint-Germain-en-Laye à Poissy en 1908.

La compagnie des Tramways mécaniques des environs de Paris (TMEP), exploite un réseau de tramway entre 1896 et 1910 dans le nord-ouest de la ville de Paris. Elle a été fondée en 1897 par plusieurs personnes dont Léon Francq. 

## Histoire
La société est créée à la fin des années 1890 pour exploiter la ligne de tramway de Saint-Germain à Poissy.
La compagnie développera à partir de 1900 un réseau de tramways électriques. En 1902, elle assure l'exploitation du tramway de Paris à Saint-Germain.

De manière générale en très grande difficulté financière, la société, qui venait de subir la désastreuse crue de la Seine de 1910, disparaît la même année, absorbée par la Compagnie des tramways de Paris et du département de la Seine (TPDS). 

## Lignes
Les lignes exploitées comprennent :
Ligne en traction vapeur

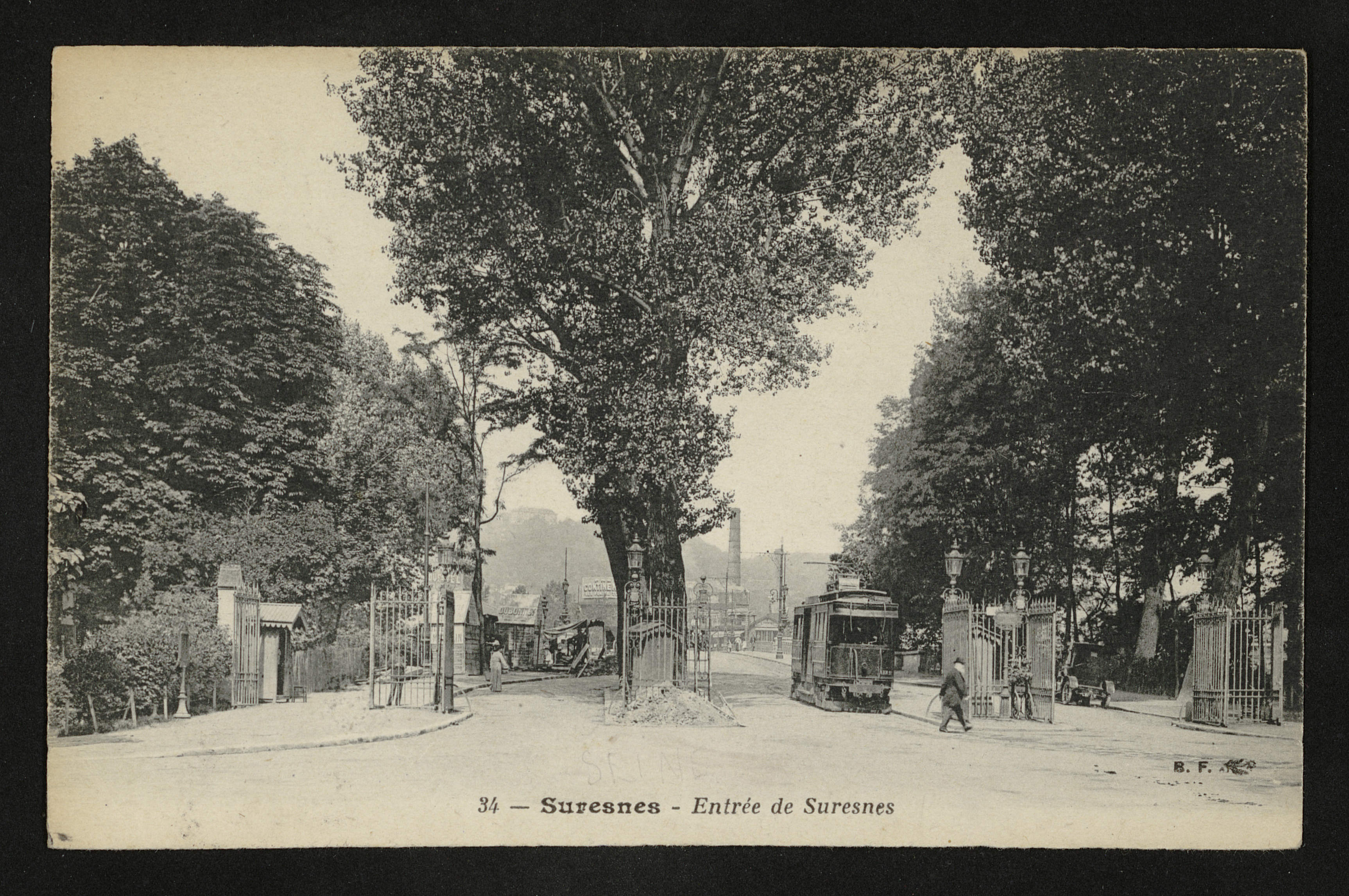
Un tram à l' entrée de Suresnes.

- Tramway de Saint-Germain à Poissy (cette ligne est isolée, sans contact avec les autres lignes et exploitée en traction à vapeur sans foyer) ;

Lignes en traction électrique
- 1 - Porte Maillot – Maisons-Laffitte, Porte Maillot – Colombes – Bezons ;
- 2 - Saint-Denis – Saint-Ouen – Porte de Clignancourt ;
- 3 - Saint-Cloud – Pierrefitte, via les quais de Seine rive droite, le pont de Saint-Ouen, la gare de Saint-Denis, le barrage (place du Général-Leclerc) de Saint-Denis[3] ;
- 4 - Colombes – Saint-Ouen – Porte de Clignancourt.